# Ciclismo en los Juegos Suramericanos de 2014 – BMX femenino
La prueba de BMX: Time Trial Masculino de ciclismo BMX en Santiago 2014 se llevó a cabo íntegramente el 9 de marzo de 2014 en la Pista BMX Santiago 2014. Participaron en la prueba 16 ciclistas.

## Resultados

### Clasificación[1]

#### Serie 1
| Rank | Nacionalidad | Ciclista          | Carrera 1  | Carrera 2  | Carrera 3  | Puntos Totales | Notas |
| ---- | ------------ | ----------------- | ---------- | ---------- | ---------- | -------------- | ----- |
| 1    | Colombia     | Mariana Pajón     | 37.740 - 1 | 37.720 - 1 | 37.710 - 1 | 3              | Q     |
| 2    | Argentina    | Mariana Díaz      | 39.120 - 2 | 38.610 - 2 | 39.980 - 2 | 6              | Q     |
| 3    | Brasil       | Thaynara Morosini | 41.200 - 3 | 41.420 - 3 | 40.870 - 4 | 10             | Q     |
| 4    | Chile        | Rosario Aguilera  | 41.440 - 4 | 42.830 - 5 | 40.780 - 3 | 12             | Q     |
| 5    | Colombia     | Andrea Escobar    | 44.100 - 5 | 41.870 - 4 | 42.680 - 5 | 14             |       |

#### Serie 2
| Rank | Nacionalidad | Ciclista          | Carrera 1  | Carrera 2  | Carrera 3  | Puntos Totales | Notas |
| ---- | ------------ | ----------------- | ---------- | ---------- | ---------- | -------------- | ----- |
| 1    | Argentina    | Gabriela Díaz     | 36.730 - 1 | 38.720 - 1 | 38.660 - 1 | 3              | Q     |
| 2    | Venezuela    | Stefany Hernández | 37.960 - 2 | 39.380 - 2 | 39.480 - 2 | 6              | Q     |
| 3    | Brasil       | Bianca Ijano      | 38.260 - 3 | 41.440 - 3 | 40.070 - 3 | 9              | Q     |
| 4    | Chile        | Belén Tapia       | 38.600 - 4 | 41.770 - 4 | 42.370 - 4 | 12             | Q     |
| 5    | Ecuador      | Mariana Mantilla  | 40.680 - 5 | 43.440 - 5 | NT - 5     | 15             |       |

### Final
| Rank              | Nacionalidad | Ciclista          | Tiempo Total | Diferencia |
| ----------------- | ------------ | ----------------- | ------------ | ---------- |
| Medalla de oro    | Colombia     | Mariana Pajón     | 35.930       |            |
| Medalla de plata  | Venezuela    | Stefany Hernández | 37.110       | +1.180     |
| Medalla de bronce | Argentina    | Gabriela Díaz     | 37.160       | +1.230     |
| 4                 | Argentina    | Mariana Díaz      | 37.410       | +1.480     |
| 5                 | Brasil       | Bianca Ijano      | 40.060       | +4.130     |
| 6                 | Chile        | Rosario Aguilera  | 40.750       | +4.820     |
| 7                 | Chile        | Belén Tapia       | NT           | -          |
| 8                 | Brasil       | Thaynara Morosini | Rel          | -          |

NT: No termina; Rel: Relegada